# المغاربية (قناة)
المغاربية قناة حوارية وإخبارية حول القضايا السياسية والإقتصادية والاجتماعية والمواطنين في جميع الدول المغاربية.

## تاريخ القناة
تأسست قناة المغاربية في نوفمبر 2011، وبدأت في بث برامجها يوم 16 ديسمبر 2011.

## هدف القناة
أعلنت قناة المغاربية والتي تبث مباشرة من المملكة المتحدة -بريطانيا- أنها قناة موجهة بنسبة 50 إلى 60 في المئة من شبكتها البرمجية للمشاهد الجزائري مع برمجة متنوعة وإخبارية و أسئلة موضوعاتية ومختلف الآراء أعلن سليم صالحي أن أحد مؤسسيها هو نجل عباسي مدني رئيس الجبهة الإسلامية للإنقاذ المحظورة والذي هو حاليا يعيش في قطر 
حسب الصفحة الرمزية للقناة «“المغاربية” قناة تلفزيونية فضائية مستقلة تعمل على تسليط الضوء على القضايا السياسية والاقتصادية والاجتماعية التي تهم المواطنين في المنطقة المغاربية. تهدف قناة “المغاربية” من خلال مختلف موادها الإعلامية إلى مدّ جسور التواصل بين شعوب المنطقة والمساهمة في تكريس حق المواطنين في الوصول إلى المعلومة الصحيحة ومتابعة خدمة إعلامية تعتمد الرصانة والموضوعية وترتكز على المهنية والحرفية وتضمن حرية التعبير وتبرز الرأي والرأي الآخر.
تدعي قناة “المغاربية” أنها تُقدم خدمتها الإعلامية للجمهور المغاربي وتسعى لأن تكون فضاءً لتواصل الشعوب المغاربية.

## برامج القناة
- ديننا
- صدى الشارع
- قالت الصحف
- الحدث المغاربي
- العالم اليوم
- صحتــك لابــاس
- مواطنين مع وقف التنفيذ
- واش قالو في الجرنان (من تقديم عبد الغاني مهدي)